# Samuel Moutoussamy
Samuel Moutoussamy (París, Francia, 12 de agosto de 1996) es un futbolista congoleño que juega de centrocampista en el Sivasspor de la TFF Primera División.

## Trayectoria
Comenzó su carrera deportiva en el Olympique Lyonnais II, equipo en el que jugó entre 2014 y 2016, marchándose a otro filial, el F. C. Nantes II en 2016.

### Nantes
Debutó como profesional, con el F. C. Nantes, el 12 de agosto de 2017, en un partido de la Ligue 1 frente al Olympique de Marsella. Dejó el club en junio de 2024 una vez expiró su contrato.

## Selección nacional
Es internacional con la selección de fútbol de la República Democrática del Congo, con la que debutó el 10 de octubre de 2019, en un amistoso frente a la selección de fútbol de Argelia.

## Clubes
| Club                     | País         | Año       |
| ------------------------ | ------------ | --------- |
| Olympique de Lyon II     | Francia      | 2014-2016 |
| F. C. Nantes II          | Francia      | 2016-2017 |
| F. C. Nantes             | Francia      | 2017-2024 |
| Fortuna Sittard (cedido) | Países Bajos | 2020-2021 |
| Sivasspor                | Turquía      | 2024-     |

## Palmarés

### Títulos nacionales
| Título          | Club         | País    | Año  |
| --------------- | ------------ | ------- | ---- |
| Copa de Francia | F. C. Nantes | Francia | 2022 |